# Твосрет
|                |     |     |             |
| \| \| \| \| \| |     |     |             |
|                |     |     |             |
| t&A            | wsr | C12 | t · stp · n |

| t&A | wsr | C12 | t · stp · n |

|                |     |     |             |
| \| \| \| \| \| |     |     |             |
|                |     |     |             |
| t&A            | wsr | C12 | t · stp · n |

| t&A | wsr | C12 | t · stp · n |

Краљица Твосрет (или Таусрет) је била последња жена-владар Египта из ове династије и уједно и последњи фараон Деветнаесте династије. У Манетовом Епитому спомиње се као Тхуорис која је владала Египтом седам година, али та бројка укључује и шест година ковладарства с посинком Сиптаом, њеним претходникома.

## Владавина
Њена самостална владавина трајала је само годину дана - од 1191. до 1190. п. н. е. Њено краљевско име Ситре Мериамун значи ћерка Ре, вољена од Амона.
Твосрет је била једна од три супруге фараона Сетија II, а после Сетијеве смрти је била регент. Након Сетијеве смрти постала је краљица. Околности краја њене владавине нису познате, али већина египтолога верује да га је поспешило избијање грађанског рата. У рату је побиједио Сетнате, оснивач Двадесете династије.